# Otthon, édes otthon
Az Otthon, édes otthon (Home is the Place) a Született feleségek (Desperate Housewives) című amerikai filmsorozat kilencvennyolcadik epizódja. Az Amerikai Egyesült Államokban először az ABC (American Broadcasting Company) adó vetítette 2009. január 4-én.

## Az epizód cselekménye
A kertvárosban mindenki számára akad egy kellemes otthon. És egy ingatlanos, aki mindent megtesz, hogy megtalálja, ami az ügyfél szíve-vágya.. Legyen az meleg és barátságos, vagy méltóságteljes és elegáns. Netán jutányos áru, és kölcsönre megvehető. Bármilyen is legyen az ízlése, a kertvárosban mindenkinek kell egy kellemes otthon. Főképp, hogy a szomszédság meg ne sejtse, miféle ocsmányság folyik odabent... Látogatóba érkezik Alex anyja, Melina, aki Bree-ék házában száll meg. A nő szöges ellentéte Breenek, így nagy a feszültség közöttük, ráadásul Melina Oaklandbe akarja csábítani a fiatalokat, hogy a közelében éljenek. Susan és Lee együtt mennek bulizni, majd alaposan elázva az éjszakát is együtt töltik, ám Susan nem emlékszik semmire a történtekből. Carlos minden pillanatát élvezi annak, hogy újra lát, és elhatározza, hogy felhagy a masszőri állásával. Gabrielle pedig éppen ekkor találkozik össze Bradley Scottal, Carlos egykori üzletfelével, aki magas beosztású munkát ajánl fel, hat-számjegyű fizetéssel. Preston lebukik Bob előtt, így Lynette-nek és Tomnak két napja van a meghallgatásig, hogy előkeressék Portert. Dave egyre furcsábban viselkedik, ami már Edie-nek is szemet szúr. Karen és Roberta eközben Bostonban tartózkodnak, és Dr. Heller után folytatnak nyomozást.

## Mellékszereplők
- Lily Tomlin - Roberta
- Todd Grinnell - Dr. Alex Cominis
- Kathryn Joosten - Karen McCluskey
- Gale Harold - Jackson Braddock
- Tuc Watkins - Bob Hunter
- Kevin Rahm - Lee McDermott
- David Starzyk - Bradley Scott
- Ion Overman - Maria Scott
- Joanna Cassidy - Melina Cominis
- Polly Bergen - Stella Wingfield
- Madison De La Garza - Juanita Solis
- Daniella Baltodano - Celia Solis
- Erin O'Shaughnessy - A recepciós

## Mary Alice epizódzáró monológja
- A narrátor, Mary Alice monológja az epizód végén így hangzik (a magyar változat alapján):

"A kertvárosban mindenkinek kell egy kellemes otthon. Főképp, hogy a szomszédság meg ne sejtse, mi folyik odabent. A frissen festett falak mögött találni szülőket, akiket gyötör a bűntudat. Asszonyokat, akik belefáradtak a küszködésbe. Szeretőket, akiket becsaptak. Igen, a kertvárosban mindenkinek kell egy kellemes otthon. Ha másért nem is hát, azért hogy legyen egy hely, ahová hazatérhet."

## Érdekesség
- A TV2 az ötödik évad vetítését 2009. március 10-én kezdte, és az első tizenegy epizódot adták le egyhuzamban. Az Otthon, édes otthonnal zárta ezt az időszakot a csatorna május 19-én. Az évadot a Keresd a nőt! című epizódtól eddig a részig a TV2 szeptember 11-étől szeptember 18-áig ismétli, majd a következő rész, az Újra együtt szeptember 25-én kerül először adásba Magyarországon.

## Epizódcímek más nyelveken
- Angol: Home is the Place (Az otthon az a hely...)
- Német: Ein Schönes Zuhause (Egy gyönyörű otthon)
- Francia: Belles-familles, je vous hais (Mostohacsaládok, utállak titeket)
- Olasz: Un posto chiamato casa (Egy hely, amit otthonnak hívnak)